# برايان زيمرمان
برايان زيمرمان هو سياسي أمريكي، ولد في 20 أغسطس 1972، وتوفي في 20 سبتمبر 1996 بسبب نوبة قلبية.